# Бруно IV фон Зайн
Бруно IV фон Зайн (нім. Bruno IV. von Sayn; бл. 1165 — 2 листопада 1208) — церковний і політичний діяч Священної Римської імперії, 32-й архієпископ Кельна і 4-й герцог Вестфалії в 1205—1208 роках.

## Життєпис
Походив з графського прирейнського роду Зайн, гілки роду Шпонгайм. Четвертий син графа Ебергарда I фон Зайна і Гедвіги (Кунігунди) фон Ізенбург. Народився близько 1165 року. Був призначений для церковної кар'єри, отримавши відповідну освіту. 1176 року стає фогтом Старого Кельнського собору. Того ж року втратив батька.
1180 року призначається пробстом монастиря Св. Марії-ад-Градус в Кельні. 1182 року стає також пробстом собору в Кобленці, а 1192 року пробстом монастиря Св. Кассія в Бонні. 1198 року встав на бік Оттона Вельфа. Невдовзі розпочав боротьбу за абатство Св. Марії в Аахені. 1199 року рушив до Риму як представник Оттона IV Вельфа, якого перед тим було короновано на короля Німеччини. Велися перемовини щодо коронації останнього імператором.
1205 року після переходу архієпископа Кельнського Адольфа I фон Альтени на бік Філіппа Гогенштауфена, папа римський Іннокентій III позбавив фон Альтена сану архієпископа. Новим очільником Кельнської єпархії став Бруно фон Зайн. Втім йому довелося боротися зі своїм попередником, що не бажав залишати кафедру. Деякий час боровся з містами і духовенством, що в більшості залишилися прихильниками Адольфа фон Альтени. Але 1206 року після поразки Вельфів в битві під Вассенбергом Бруно IV фон Зайн потрапив у полон до Філіппа Гогенштауфена. До 1207 року його було відправлено спочатку до замку Трифельс у Пфальці, а потім Альтемс в Форарльберзі.
1208 року за наказом папи римського разом з Адольфом фон Альтена рушив до Риму, де папа римський Іннокентій III визнав архієпископом Кельна Бруно IV фон Зайна. Слідом за цим повернувся до Кельна, де домовився з фон Альтена сплачувати тому щорічну пенсію в 250 марок. Помер Бруно IV того ж року в замку Бланкенбург (Північна Вестфалія). Поховано в Старому Кельнському соборі.